# Pinus parapumila
Pinus parapumila là một loài thực vật hạt trần trong họ Pinaceae. Loài này được P.Landry mô tả khoa học đầu tiên năm 1989.